# Ahool
L'Ahool è una creatura leggendaria che vivrebbe sull'isola di Giava, in Indonesia.

## Descrizione
Si tratta di un grosso chirottero che vivrebbe nelle foreste pluviali di Giava; è famoso per il grido caratteristico che ripete per tre volte "ahul" (da qui il nome comune); la testa è simile a quella di una scimmia e il corpo è lungo circa 70 cm; le ali sono unghiate e quando scende verso il suolo o l'acqua le ripiega; vive nelle grotte dietro a delle cascate e di notte esce per cacciare e pescare (il pesce è il suo alimento preferito). In alcune descrizioni avrebbe grandi occhi neri e piedi rivolti all'indietro.

## Ricerca
Ernest Bartels, naturalista, ha incontrato per due volte un essere simile all'ahool, rispettivamente nel 1925 e nel 1926: la prima volta presso una cascata vicino alle montagne Salek e la seconda volta ne ha udito il triplice suono caratteristico; da allora ha speso molto tempo nel tentativo di convincere la comunità scientifica dell'esistenza dell'ahool, raccogliendo testimonianze dirette.

## Ipotesi
È stato proposto che potrebbe essere un microchirottero e forse è imparentato con il kongamato della Zambia, in Africa.